# Mimolaelida flavolineata
Mimolaelida flavolineata là một loài bọ cánh cứng trong họ Cerambycidae.